# Ђорђе Баста
Ђорђе Баста (лат. Georgius Basta; 1544 — 1607), је био генерал Хабзбуршких снага, албанског порекла.

## Биографија
Учесник је био Дугог рата (1591-1606), који је започет после Мохачке Битке у којем су се бориле снаге Хабзбуршке Монархије и Османског царства.
Такође је био управитељ Ердеља у служби аустријске монархије. по његовом наређењу је убијен његов савезник Михај Храбри 1601. године, који је ујединио Ердељ, Влашку и Молдавију.
Мађарски и румунски историчари пишу о Басти као о подмуклом, безобзирном и насилном човеку, мотивисаним патолошком мржњом према Мађарима. Током његове кратке владавине Ердељом је владао хаос, пустошење и велики број хорди је упадао у села и градове, пљачкао и убијао. Током кратког периода Ердељ је изгубио трећину становништва и већину племства.
У априлу 1603. године, Мојсије је са домаћим снагама појачаном са коалиционим Турско-Татарским снагама збацио Басту са власти.
После свих искустава у ратовима по источној Европи, Баста је написао неколико књига о умећу ратовања. Две најпознатије су Il maestro di campo generale... (Венеција 1606), и постхумно издата Il governo della cavalleria leggiera (Венеција 1612).